# Sara Sperati
Sara Sperati, talvolta accreditata con il suo vero nome  Adele Sperati (Roma, 10 maggio 1956), è un'attrice e cantante italiana, interprete anche di fotoromanzi della Lancio.

## Biografia
Nata nel 1956, dopo aver iniziato la carriera come attrice di fotoromanzi, passò al cinema, ed ebbe un periodo di notorietà a metà degli anni '70 come interprete di film di genere poliziottesco. Come "ragazza copertina" è apparsa nel numero di novembre 1977 di Playmen.
Ha avuto una parentesi musicale nel gruppo metal dei Fingernails, dei quali è stata voce tra il febbraio 1984 e il marzo 1985 e con i quali ha inciso due demo, Heavy Night (ristampato in CD nel 2014) e Patto d'acciaio.

## Filmografia

### Cinema
- Tutti i colori del buio, regia di Sergio Martino (1972) (non accreditata)
- La nottata, regia di Tonino Cervi (1974)
- I figli di nessuno, regia di Bruno Gaburro (1974)
- Il sorriso del grande tentatore, regia di Damiano Damiani (1974)
- Mark il poliziotto, regia di Stelvio Massi (1975)
- La polizia ha le mani legate, regia di Luciano Ercoli (1975)
- Salon Kitty, regia di Tinto Brass (1975)
- Le deportate della sezione speciale SS, regia di Rino Di Silvestro (1976)

### Televisione
- Jo Gaillard – serie TV, episodio La peur (1975)

## Doppiatrici italiane
- Vittoria Febbi in Mark il poliziotto